# Grand rhombicuboctaèdre uniforme
En géométrie, le Grand rhombicuboctaèdre uniforme est un polyèdre uniforme non-convexe, indexé sous le nom U17.
Il partage son arrangement de sommet avec le cube tronqué convexe.
Ce solide partage son nom avec le grand rhombicuboctaèdre convexe, qui est aussi appelé le cuboctaèdre tronqué. À cause de cette confusion, le mot uniforme a été ajouté au nom de cet article.